# Radînka, Poliske
Radînka (în ucraineană Радинка) este localitatea de reședință a comunei Radînka din raionul Poliske, regiunea Kiev, Ucraina.

## Demografie
Componența lingvistică a localității Radînka
     Ucraineană (98,08%)
     Rusă (1,8%)
     Alte limbi (0,12%)
Conform recensământului din 2001, majoritatea populației localității Radînka era vorbitoare de ucraineană (98,08%), existând în minoritate și vorbitori de rusă (1,8%).